# Kwasy wieloprotonowe
Kwasy wieloprotonowe (kwasy wielozasadowe) – kwasy o cząsteczkach zawierających dwa lub więcej atomów wodoru mogących odczepiać się podczas dysocjacji elektrolitycznej; kwasem dwuprotonowym (dwuzasadowym) jest np. kwas siarkowy, dysocjujący według równania:
H
2SO
4 + H
2O ⇌ HSO−
4 + H
3O+
    pKa1 −3,0
HSO−
4 + H
2O ⇌ SO2−
4 + H
3O+
    pKa2 1,9
Przykładem kwasu trójzasadowego jest kwas fosforowy:
H
3PO
4 + H
2O ⇌ H
2PO−
4 + H
3O+
    pKa1 2,1
H
2PO−
4 + H
2O ⇌ HPO2−
4 + H
3O+
    pKa2 7,2
HPO2−
4 + H
2O ⇌ PO3−
4 + H
3O+
    pKa3 12,7
Niektóre kwasy zawierają protony nieulegające dysocjacji, np. kwas fosfonowy (fosforawy), H3PO3, jest praktycznie kwasem dwuzasadowym:
H
3PO
3 + H
2O ⇌ H
2PO−
3 + H
3O+
    pKa1 1,3
H
2PO−
3 + H
2O ⇌ HPO2−
3 + H
3O+
    pKa2 6,7
Wynika to z faktu, że trzeci atom wodoru połączony jest bezpośrednio z atomem fosforu, a nie z atomem tlenu:
Dysocjacja kwasów wieloprotonowych przebiega stopniowo, np. dla kwasu fosforowego zawartość poszczególnych jonów zmienia się w zależności od pH roztworu następująco: